# Raabe
Raabe (em hebraico: רָחָב; romaniz.: Raẖav; tiberiano: Rāḥāḇ; lit. "amplo", "grande"; em grego: Ῥαάβ) era, de acordo com o Livro de Josué, uma mulher que vivia em Jericó, na Terra Prometida e que ajudou os israelitas na captura da cidade. 
Quase todas as traduções do livro de Josué para o português a descrevem como uma prostituta ou hospedeira. Segundo o evangelho de Mateus 1:5, seu filho Boaz foi bisavô do rei Davi, linhagem da qual veio Jesus Cristo.

## Profissão
O comentarista judeu medieval Rashi afirma que Raabe era uma feirante em Jericó. O historiador do primeiro século Flávio Josefo menciona que Raabe manteve uma pousada, mas é omisso quanto a saber se o arrendamento de quartos era sua única fonte de renda. No Novo Testamento, a Epístola de Tiago e a Epístola aos Hebreus, ao citarem Raabe como exemplo de boas obras e de heroína da fé, respectivamente, seguem a tradição estabelecida pelos tradutores da Septuaginta no uso da palavra grega "πόρνη" (que geralmente é traduzido para o Português como "meretriz" ou "prostituta") para descrever Raabe.

## História
De acordo com o relato bíblico, Raabe teria convertido-se a Deus e ajudado os espiões israelitas antes da invasão da cidade, hospedando-os em sua casa.
Após a conquista de Jericó por Josué, a vida de Raabe é preservada juntamente com sua família.
Após a destruição de Jericó, Raabe habitou entre os Israelitas, casou-se com Salmom e deu à luz Boaz, que foi bisavô de Davi, tornando-se assim, da linhagem de Jesus. 
O Evangelho de Mateus informa que Raabe teria sido esposa de Salmom e mãe de Boaz, o Evangelho de Lucas também cita Salmom como pai de Boaz, entrando assim para a genealogia de Jesus e do rei Davi.